# XIT Ranch

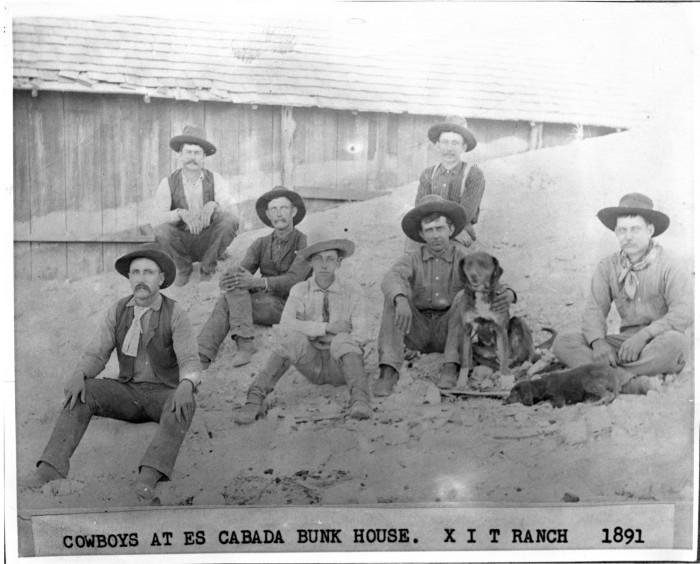
Cowboys allo XIT Ranch nel 1891

Lo XIT Ranch era un ranch per il bestiame situato nel Texas Panhandle operante dal 1885 al 1912. Comprendeva oltre 3,000,000 acri (12,000 km²) di terra, si estendeva per 200 miglia (300 km) lungo il confine con il Nuovo Messico, con una larghezza variabile da 20 a 30 miglia (da 30 a 50 km). Il grande ranch si estendeva attraverso dieci contee del Texas e al suo apice gestiva regolarmente 150000 capi di bestiame.

## Storia
Nel 1879, la 16ª legislatura del Texas si appropriò di 3,000,000 acri (12,000 km²) di terreno per finanziare una nuova capitale per lo stato. Nel 1882, in una sessione legislativa speciale, la 17ª legislatura del Texas concluse un accordo con Charles B. e John V. Farwell di Chicago, Illinois, sotto il quale un sindacato guidato dai Farwell, con la maggior parte degli investitori britannici, accettò di costruire un nuovo Campidoglio ad Austin e ad accettare i 3,000,000 acri (12,000 km²) di terra nel Panhandle come pagamento. Il ranch si estendeva su tutte o parte delle contee di Dallam, Hartley, Oldham, Deaf Smith, Parmer, Castro, Bailey, Lamb, Cochran e Hockley.
Il ranch iniziò le sue operazioni nel 1885, e al suo picco toccò in media 150.000 capi di bestiame nelle sue 1.500 miglia (2.400 km) di recinzione. Il ranch eresse anche 325 mulini a vento e 100 dighe sulla sua terra. Ha coperto porzioni di 10 contee, che a quanto pare hanno contribuito a perpetuare il mito che il marchio -XIT- sta per "Ten In Texas". Il marchio è stato infatti creato per contrastare i ladri.
I tempi per la creazione dello XIT, tuttavia, furono negativi, poiché i prezzi del bestiame crollarono nel 1886 e nel 1887. Nell'autunno del 1888, il ranch non fu in grado di vendere il suo bestiame e realizzare un profitto, e il ranch operò per anni senza mostrare qualsiasi profitto. Inoltre, il bestiame era costantemente tormentato dai predatori (specialmente i lupi); e l'incapacità di controllare efficacemente il bestiame ha portato a ulteriori perdite per il ranch.

### Operazioni
Lo XIT Ranch aveva una serie di regole, tra cui il divieto di portare armi; bere alcool; e il gioco d'azzardo o il gioco di carte di qualsiasi tipo. Ai dipendenti non era inoltre consentito possedere bestiame o cavalli in proprietà e non era consentito cacciare la selvaggina con l'uso di attrezzi dell'azienda, compresi i cavalli.

### Vendita
Nel 1901, il sindacato che possedeva il ranch iniziò a vendere la terra per pagare gli investitori stranieri a causa delle obbligazioni. Gran parte della rilevazione dei pacchi da vendere era stata fatta da W. D. Twichell, allora con sede ad Amarillo.
Nel 1905, la maggior parte della terra fu suddivisa, con ampi tratti venduti ad altri allevatori e piccole quantità di terra vendute agli agricoltori. La famiglia di Minnie Lou Bradley, che andò a fondare il Bradley 3 Ranch nella contea di Childress, ad est di Amarillo, fece grandi acquisti di terreni dello XIT. Altri acquirenti comprendevano i bovari texani George W. Littlefield, William E. Halsell e John M. Shelton.
L'ultimo dei bovini XIT è stato venduto il 1º novembre 1912 e le vendite di terreni sono successivamente aumentate.

## Eredità
In ricordo del grande ranch, la città di Dalhart ospita lo XIT Museum e annualmente si svolge lo XIT Rodeo and Reunion, di solito dal primo giovedì di agosto fino alla domenica. La festa include tre giorni di eventi per rodeo junior e professionisti (PRCA), il più grande barbecue gratuito del mondo, tre notti di musica dal vivo, una gara di torbiere di fango, un antico Tractor Pulling e altre attività.
Diverse aziende nell'area di Dalhart usano "XIT" nei loro nomi e stili.